# Sant Quirze de la Coma
Sant Quirze de la Coma és una església romànica del municipi de Llobera, a la comarca del Solsonès. És un monument protegit i inventariat dins el Patrimoni Arquitectònic Català

## Situació
L'església es troba a la part central del municipi, a uns 300 metres a ponent de la carretera C-451 (de Biosca a Solsona), als plans de l'Hostal Nou. No s'albira des de la carretera perquè resta amagada dins un bosquet, rodejat de camps de conreu, entre les masies de Barcons i la Coma. Per anar-hi cal pujar a la Coma prenent el trencall que surt del km. 45,2 de la dita carretera (41° 56′ 2″ N, 1° 28′ 25″ E / 41.93389°N,1.47361°E). La capella està a uns 400 metres de la masia, en direcció a ponent.

## Descripció

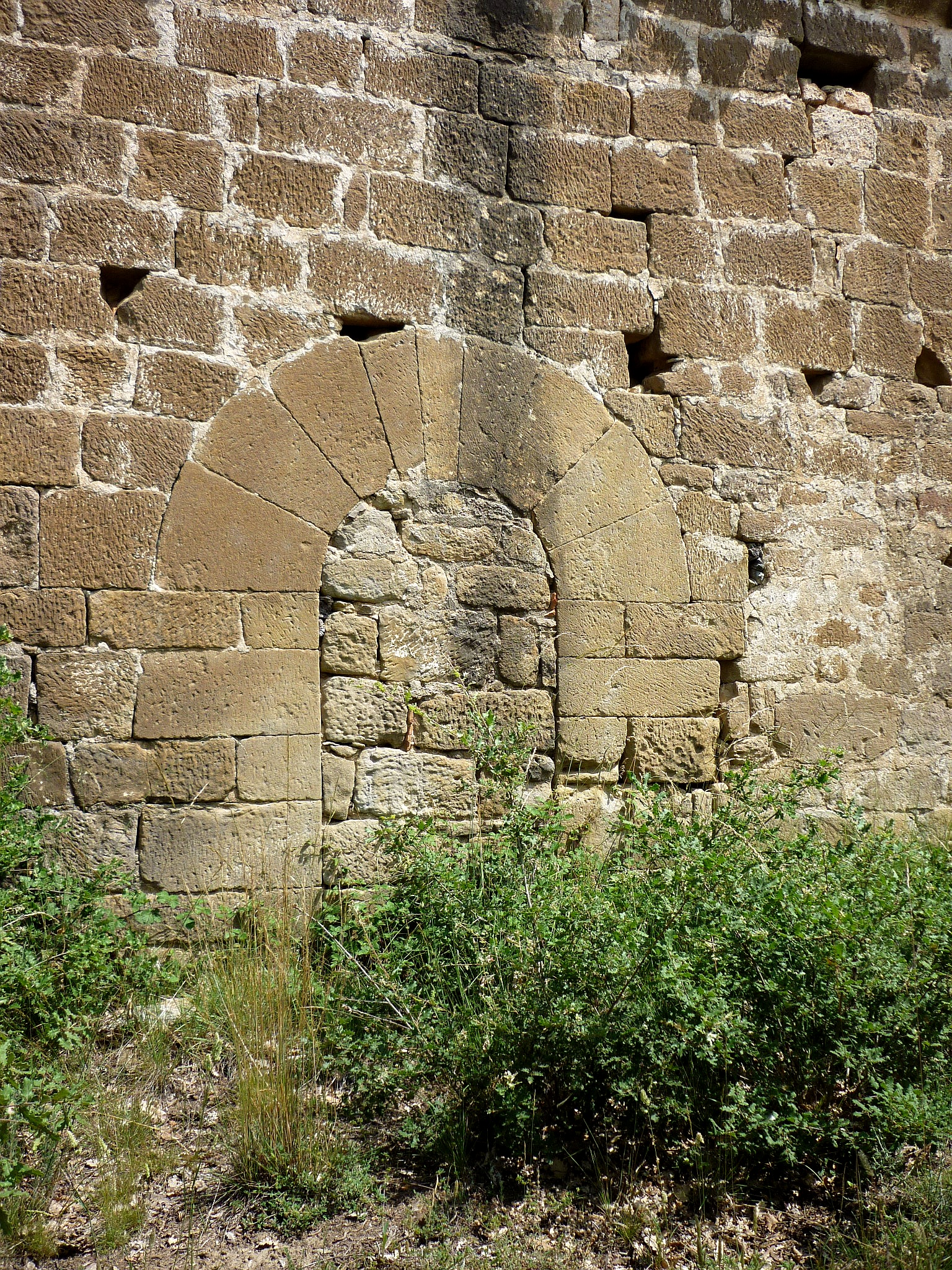
Porta al mur de migjorn tapiada

Conserva essencialment l'estructura arquitectònica original del segle xi, en un estil que és bona mostra del romànic llombard. Està orientada a l'est. La planta és rectangular i l'absis semicircular, ornamentat a l'exterior amb un fris d'arcuacions, en sèries de dues, entre lesenes. L'única finestra que hi ha és al centre de l'absis. És de doble esqueixada i arc de mig punt adovellat. La coberta és a dos vessants. El parament és fet de pedres solament desbastades, posades en filades uniformes, però irregulars. La cornisa de la coberta del mur de migjorn presenta tres daus, un decorat amb una creu i els dos restants amb una flor. Altres dos són trencats. En aquest mur hi ha una porta posterior a l'original tapiada. L'accés actual és al frontis, amb una llinda datada l'any 1680. Altres elements posteriors són: el campanar de cadireta, un cor i una escala que accedeix a una de les capelles que hi ha a banda i banda de l'absis. L'interior és enguixat, la volta és de canó, reforçada per dos arcs torals i un de preabsidal en degradació que obre a l'absis. Hi ha dues capelles a banda i banda de l'absis: són semicirculars, excavades als murs. La de tramuntana conserva encara l'ara original. La cornisa sembla el resultat d'una restauració feta en sobrealçar la nau, segons Vidal-Vilaseca. Els senyals heràldics i motius florals fan referència als Cardona. La datació de la cornisa no és clara.

## Notícies històriques
En la documentació dels segles XI-XIII surt esmentada a les confrontacions com a situada "infra terminos castri Lobera ad ipsam ecclesiam Sancti Quirici". Apareix anomenada també la Serra de Sant Quirze. En els capbreus de Llobera del s. XIV i XVI esmenta que "Sant Quiro de Lobera" era sufragània de la parroquial de Sant Pere de Llobera. L'any 1855 és esmentada pel rector de Llobera com St. Quirze de Bacons, segurament per estar dins el terme de dita casa. En aquesta època ja no era sufragània.